# Свиньин, Павел Петрович
Па́вел Петро́вич Свиньи́н (8 [19] июня 1787, усадьба Ефремово Галичского уезда Костромской губернии — 9 [21] апреля 1839, Санкт-Петербург) — русский писатель

, издатель, журналист и редактор, художник, историк, географ прото-славянофильских убеждений. Неутомимый собиратель русских древностей, первый издатель журнала «Отечественные записки». Брат сенатора П. П. Свиньина, зять А. А. Майкова, тесть А. Ф. Писемского.

## Биография
Из костромских дворян. Родился в усадьбе Ефремово Галичского уезда в семье лейтенанта флота Петра Никитича Свиньина и Екатерины Юрьевны Лермонтовой. Поэт М. Ю. Лермонтов приходился ему двоюродным племянником. Имения Лермонтовых находились недалеко от Ефремова, в том же Галичском уезде. Получил домашнее образование. Вместе с братом Петром продолжил обучение в Благородном пансионе при Московском университете, который оба окончили с золотыми медалями и званием лучших воспитанников с занесением имён на особую доску в пансионе (1802). Во время учёбы участвовал в заседаниях литературного Собрания университетских питомцев, где познакомился с И. И. Дмитриевым и Н. М. Карамзиным. Печатал басни и стихи в пансионском альманахе «Утренняя заря» (1803—1805). По выходе из пансиона поступил в Императорскую академию художеств (окончил в 1806 году). Поступил на дипломатическую службу.

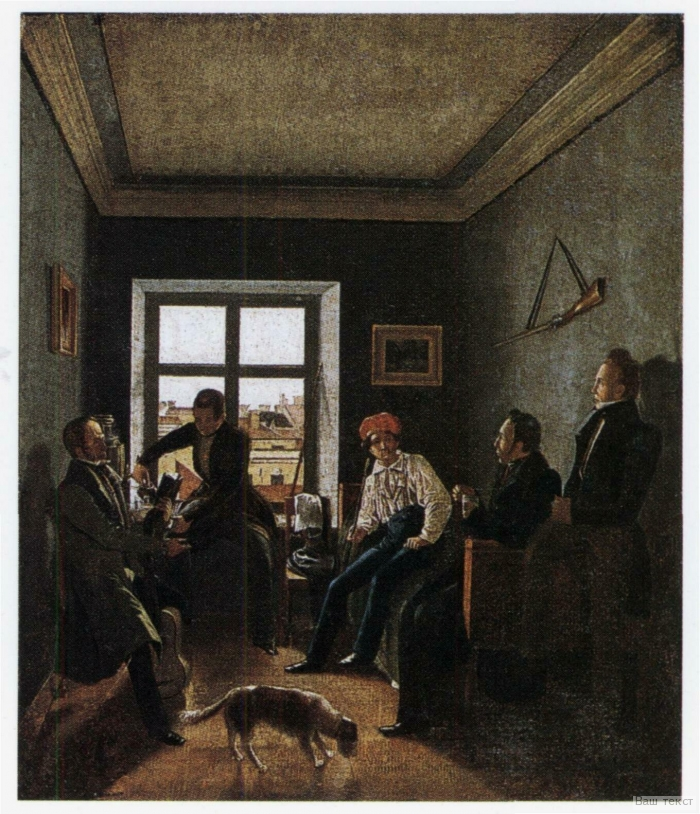
Евграф Крендовский.
«Семь часов вечера».
Слева-направо: П. П. Свиньин, Г. Г. Чернецов, Н. Г. Чернецов, В. П. Лангер и А. П. Сапожников.

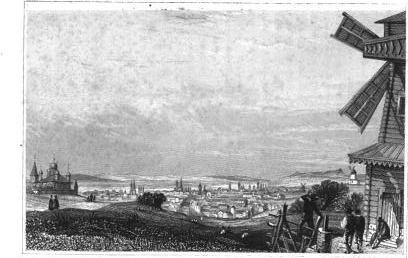
Галич. Рисунок П. Свиньина

Служил в Московском архиве Коллегии иностранных дел. В 1806 году был прикомандирован к вице-адмиралу Д. Н. Сенявину, который находился с эскадрой в Средиземном море. В 1811—1813 годах служил секретарём русского генерального консула в Филадельфии Н.Я Козлова. В стране, где он гостил, Свиньин обнаружил немало достоинств:

Конечно, из числа блаженства и вольности, коею наслаждается сия республика, есть безопасность и свобода путешественников. Проезжая все Соединённые Статы от одного конца до другова и никто не остановит тебя, никто не имеет права спросить: кто ты? куда? и зачем? Пошли мальчика 5 лет в карете и он безопасно проедет всё сие пространство; нигде его не обманут, нигде не притеснят, не обойдут..
Как чиновника, особенно хорошо знавшего английский язык, его послали в 1813 году к генералу Моро, жившему в изгнании в Америке, с приглашением от русского императора возглавить русскую армию в заграничном походе против Наполеона. С успехом исполнив ответственное поручение, Свиньин сопровождал революционного героя в Россию. Сам Свиньин в своей книге пишет, что в 1813 году из Америки прибыл в Богемию, сопровождая генерала Моро в русскую армию.
В 1811 году избран академиком Академии художеств предоставив картину «Казаки, ведущие пленных турок»
Первая его книга была издана в Америке («Sketches of Moscow and St. Petersburg», 1813; переиздана в 1814 году в Лондоне под названием «Sketches of Russia»).
В 1813 году служил при Главной квартире русской армии в Германии. В 1814 году вернулся в Россию. Издал несколько книг путевых очерков (1814—1818).
В 1818 году основал журнал «Отечественные записки» и до 1830-го был его главным редактором.
В 1824 году вышел в отставку с чином статского советника и занимался литературной и издательской деятельностью. Выпустил книги «Достопамятности Санкт-Петербурга и его окрестностей» (ч. 1—5, 1816—1828), «Указатель главнейших достопримечательностей, сохраняющихся в Мастерской Оружейной палаты» (1826). Был академиком Академии художеств (1811) и членом Российской академии (1833), а также состоял в реакционной «Беседе любителей русского слова».

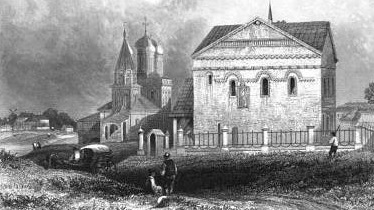
Палаты царевича Дмитрия в Угличе на литографии из книги Свиньина «Картины России и быт разноплеменных её народов» (1839)

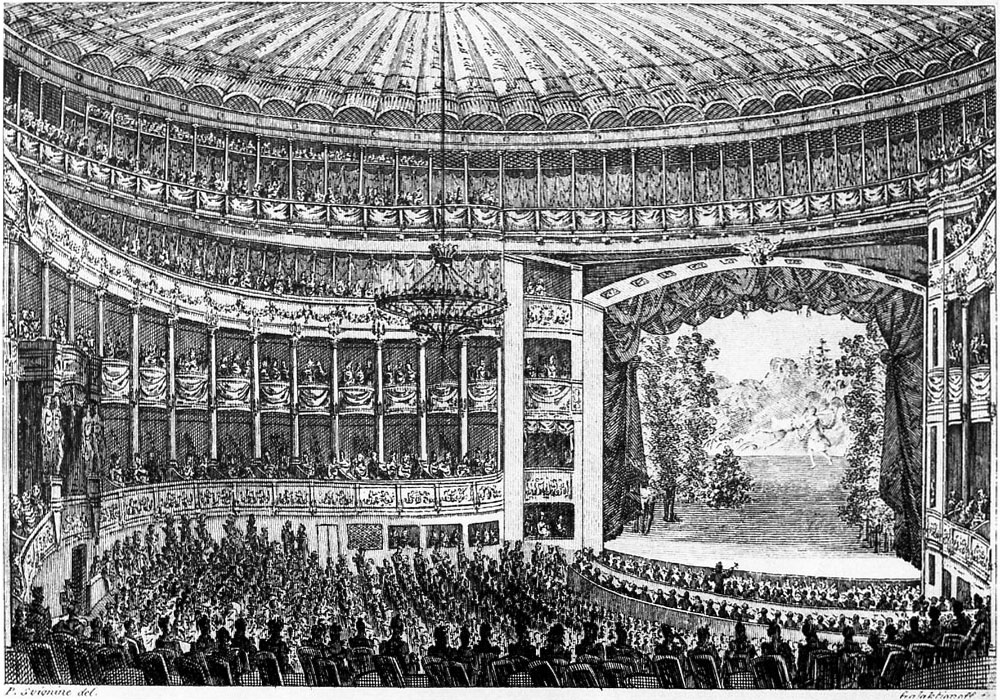
Зрительный зал Большого театра. 1820-е гг.
Гравюра С. Ф. Галактионова с рисунка П. П. Свиньина.

Свиньину принадлежал так называемый «Русский Музеум» — собрание произведений живописи, скульптуры, предметов старины, рукописей вместе с нумизматической и минералогической коллекциями. В 1834 году финансовые затруднения вынудили его распродать свои коллекции.
Был знаком с Ф. В. Булгариным, А. С. Грибоедовым, Н. И. Гречем, И. А. Крыловым, А. С. Пушкиным и другими русскими писателями. Многие из них посещали литературные вечера на квартире Свиньина. Высказывались предположения, что сюжет комедии Н. В. Гоголя «Ревизор» восходит к рассказам о командировке Свиньина в Бессарабию в 1815 году.
Выступая как первооткрыватель и покровитель русских талантов из народа содействовал переезду в Санкт-Петербург известных художников братьев Чернецовых.
Свиньин — автор исторических романов «Шемякин суд, или Последнее междоусобие удельных князей русских» (1832), «Ермак, или Покорение Сибири» (1834), драматических произведений. В 1838 году возобновил издание «Отечественных записок», где напечатал отрывок из своей «Истории Петра Великого». С января 1839 года журнал был передан на правах аренды А. А. Краевскому.

## Критика
Вместе с тем в литературном обществе к Свиньину относились по большей части иронически из-за его склонности к преувеличениям с оттенком сенсации, а также из-за готовности выслуживаться перед властями (его брат был женат на сестре могущественного П. А. Клейнмихеля). Зло вышучивали его как Пушкин (сказочка «Маленький лжец»), так и Вяземский (эпиграмма «Что пользы, — говорит расчетливый Свиньин»).
Во всех своих многочисленных занятиях Свиньин был дилетантом. Характерно в этом плане его увлечение живописью:

О Свиньине рассказывали, что он открыл самый лёгкий способ писать картины. Начертив в своём воображении какой-нибудь ландшафт, нарисованный им карандашом вчерне, этюд приносил к одному из покровительствуемых им юных талантов, прося его написать масляными красками небо, с которым будто бы одним Свиньин не мог совладать, потом другого художника просил написать землю и зелень, третьего — деревья, четвёртого — воду и т. д. Составленный таким образом пейзаж выдавал он за своё произведение и выставлял на нём в уголке своё имя с обычным pinxit (англ.).
«Беспокойно преувеличенный патриотизм» Свиньина проявлялся в увлечении исторической беллетристикой и в том, что «для каждой книжки своего журнала создавал он какого-нибудь русского гения-самоучку», вся примечательность которого состояла в том, что он «сам по себе собственным трудом доходил до решения задач, давно уже известных и одним им только неведомых».
Это критическое замечание можно например проиллюстрировать статьёй первого номера «Отечественных записок», посвященной вяземскому купцу Кукину Ивану Мироновичу, который большу́ю часть жизни положил на изучение выделки кож, пытаясь безуспешно в том числе выведать технические секреты у иностранных специалистов. В итоге Кукин накопленные знания отказывается продать в монопольные руки, но публикует их в 5 книгах для общероссийского применения.

## Адреса
В Галиче

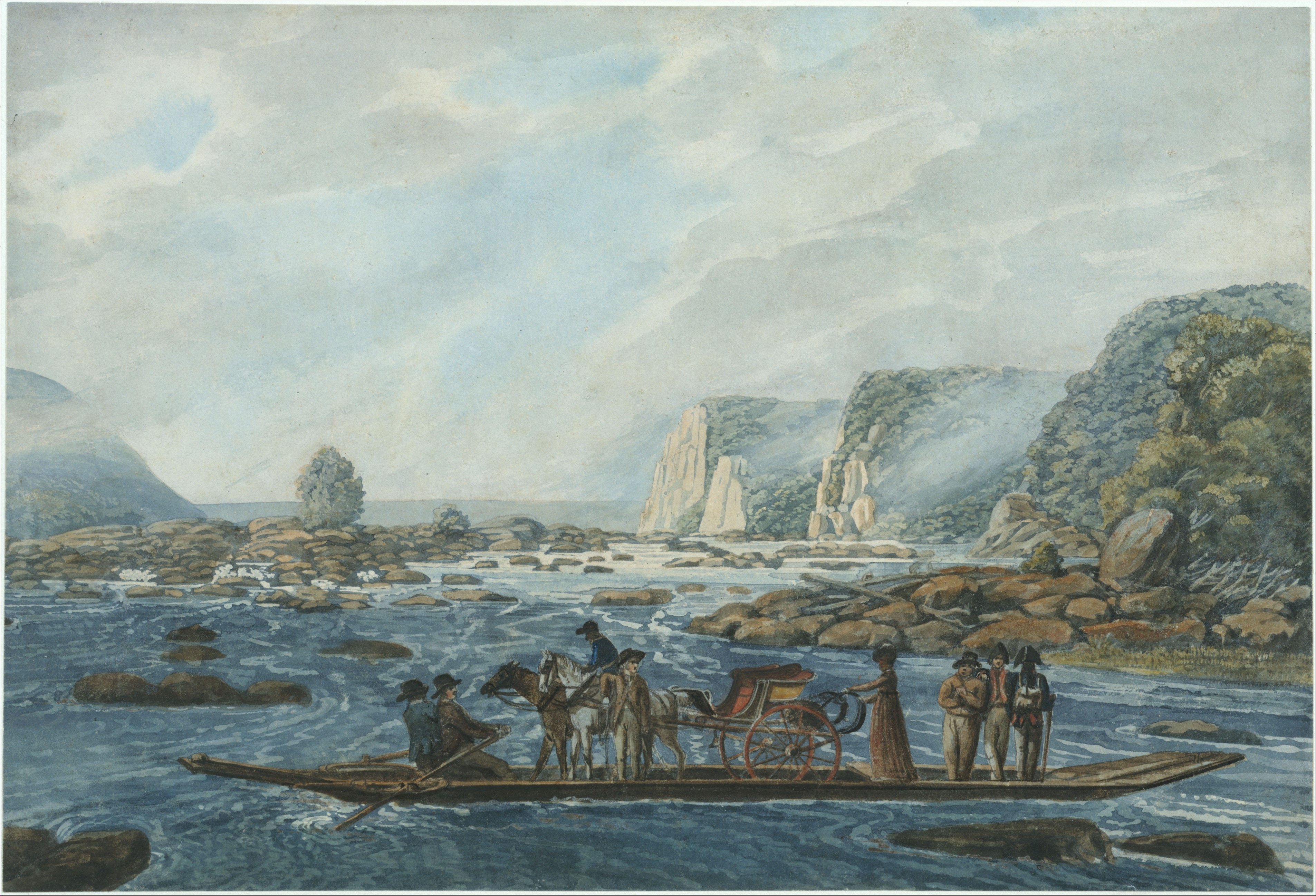
П. Свиньин. «Переправа через реку Саскуэханна» (ок. 1812, музей Метрополитен).

- Начало XIX в. — улица Свободы, 25[15].
- усадьба Ефремово. 2,8 км на ЮЗ от села Свиньино.

В Санкт-Петербурге
- 1822 год — доходный дом Алексина — Караванная улица, 16;
- 1824 год — доходный дом Фролова — Караванная улица, 18.

В Москве
- Покровка, дом 40 (не сохранился)[16] [уточнить]

Не сохранилась усадьба П. П. Свиньина в селе Богородское Галичского уезда, на берегу реки Челсма.

## Семья
Был женат на Надежде Аполлоновне Майковой (1803—1857), дочери директора Императорских театров Аполлона Александровича Майкова.
Их дочь Екатерина (26.10.1829—1891), крещена 17 ноября 1829 года в Симеоновской церкви при восприемстве дяди П. П. Свиньина и Н. А. Мечниковой; стала женой писателя А. Ф. Писемского.

## Сочинения
- Some Details Concerning General Moreau, and His Last Moments, Boston,1814,Paul Svinine
- Свиньин П. Л. Взгляд на республику Соединённых Американских областей. СПб.: Типография Ф. Дрехслера, 1814
- Свиньин П. П. Опыт живописного путешествия по Северной Америке Павла Свиньина. СПб.: Типография Ф. Дрехслера, 1815.
- Свиньин, П. П. Достопамятности Санкт-петербурга и его окрестностей / сочинение Павла Свиньина. [В 5 ч.] Ч. 2. СПб.: 1817.
- Свиньин, П. П. Указатель главнейших достопамятностей, сохраняющихся в Мастерской оружейной палате / Сост. почет чл. оной Палаты, с. с. и кав. Пав. Свиньиным. — СПб.: в тип. А. Смирдина, 1826. — [8], 120 с.
- Ермак или Покорение Сибири: исторический роман XVI столетия. — СПб., 1834. — 4 т.
- Картины России и быт разноплеменных её народов : Из путешествий П. П. Свиньина — СПб., 1839. — Часть 1
- Sketches of Russia by Paul Svinin.Second edition. A.K. Newman, 1843 — Всего страниц: 112

## Художественные работы
Около 50 известных иллюстраций видов и быта Америки.
Более 50 иллюстраций серии «Картины России и быт разноплеменных её народов».
25 видов Санкт-Петербурга: Достопамятности Санкт-Петербурга Павла Свиньина 1816—1828.